# Kojšovský potok
Kojšovský potok – duży, zasobny w wodę potok we wschodniej Słowacji, w dorzeczu Hornadu, prawobrzeżny dopływ Hnilca. Cały, dość kręty bieg potoku leży w granicach Gór Wołowskich.

## Bieg
Źródła potoku znajdują się na wysokości ok. 1120 m n.p.m. na południowo-zachodnich stokach kopuły szczytowej Kojszowskiej Hali. Spływa początkowo w kierunku południowo-wschodnim płytką, halną dolinką. Dolina wkrótce pogłębia się i zwęża, skręca ku wschodowi i północnemu wschodowi, a jej stoki zajmuje las. Pomiędzy masywami Kojszowskiej Hali (od zachodu) i Okrúhlej (od wschodu) potok płynie już w kierunku północnym, a wkrótce skręca ku północnemu zachodowi. Tu dolina zaczyna się rozszerzać. Przepływając przez Kojšov potok skręca ponownie ku północnemu wschodowi, zaś przepływając przez Veľký Folkmar znowu skręca na północny zachód, by ostatecznie we wsi Jaklovce, na wysokości ok. 336 m n.p.m., ujść do Hnilca.
Doliną potoku z Jaklovec do Kojšova biegnie asfaltowa droga publiczna, która powyżej tej drugiej miejscowości przechodzi w drogę leśną, doprowadzającą aż pod południowe stoki Kojszowskiej Hali. Dolina jest obecnie w znacznej większości zalesiona. W przeszłości lasy były znacznie przetrzebione na skutek poboru drewna bukowego do produkcji węgla drzewnego. Poczynając od średniowiecza, w dolinie poszukiwano cennych kruszców, a następnie w niewielkich kopalniach wydobywano rudy żelaza.

## Turystyka
Z Kojšova doliną potoku, a następnie stokami pasma górskiego ograniczającego ją od wschodu, biegnie żółto  znakowany szlak turystyczny, prowadzący na Idčianske sedlo.